# George Cadogan, 5. hrabě Cadogan
George Henry Cadogan, 5. hrabě Cadogan (George Henry Cadogan, 5th Earl Cadogan, 5th Viscount Chelsea, 7th Baron Cadogan of Oakley) (12. května 1840, Durham, Anglie – 6. března 1915, Londýn, Anglie) byl britský státník. Jako člen Konzervativní strany byl členem několika vlád, nakonec zastával funkci místokrále v Irsku (1895–1902), byl též rytířem Podvazkového řádu. V době rozmachu Londýna v 19. století zbohatl jako majitel pozemků ve čtvrti Chelsea.

## Politická kariéra
Pocházel ze šlechtického rodu Cadoganů, byl synem konzervativního politika 4. hraběte Cadogana. Studoval v Oxfordu, poté cestoval po Evropě jako doprovod prince waleského. V roce 1873 byl zvolen do Dolní sněmovny, téhož roku zdědil po otci rodové tituly a vstoupil do Sněmovny lordů, kde patřil k zástupcům Konzervativní strany. V Disraeliho vládě zastával nižší vládní funkce státního podsekretáře války (1875–1878) a státního podsekretáře kolonií (1878–1880), obě ministerstva zároveň zastupoval v Horní sněmovně. Od roku 1885 byl členem Tajné rady, v Salisburyho vládě byl lordem strážcem tajné pečeti (1886–1892), zároveň se stal poradcem královny Viktorie pro domácí politiku a v roce 1891 získal Podvazkový řád. Ve třetím Salisburyho kabinetu byl pověřen funkcí místokrále v Irsku (1895–1902). Problematice Irska se věnoval již předtím ve Sněmovně lordů, jako místokrál měl zájem především o vzdělání a finanční politiku. Dostával se do sporu se svými podřízenými, státními sekretáři pro Irsko (G. Wyndham, G. Balfour). Dvakrát nabídl i svou rezignaci, ale měl trvalou podporu premiéra Salisburyho.
Po odstoupení z funkce irského místokrále odešel do soukromí, nadále se ale angažoval v rozvoji londýnského předměstí Chelsea, kde byl též starostou (1900–1901). Byl též smírčím soudcem v pěti hrabstvích a získal čestný doktorát v Dublinu.
V roce 1889 zakoupil panství Culford Park (hrabství Suffolk) a podnikl jeho nákladnou přestavbu. Po smrti jeho syna, 6. hraběte Cadogana, byl zámek prodán státu a od té doby je zde škola.

## Manželství a potomci
Jeho první manželkou byla od roku 1865 Beatrix Craven (8. 8. 1844 – 9. 2. 1907), dcera 2. hraběte Cravena, která mu porodila devět dětí:
- 1. Albert Edward George Henry Gadogan (29. 12. 1866 Londýn – 2. 8. 1878 tamtéž)
- 2. Henry Arthur Gadogan, vikomt Chelsea (13. 6. 1868 Londýn – 2. 7. 1908 Theobalds Park), člen Dolní sněmovny a soukromý tajemník premiéra Arthura Balfoura
  - ⚭ 1892 Mildred Cecilia Harriet Sturt (27. 2. 1869 – 17. 9. 1942)
- 3. Gerald Cadogan, 6. hrabě Cadogan (28. 5. 1869 Londýn – 4. 10. 1933 tamtéž)
  - ⚭ 1911 Lilian Eleanor Marie Coxon (22. 8. 1888 – 24. 11. 1973)
- 4. Emily Julia Cadogan (11. 4. 1871 Londýn – 12. 12. 1909)
  - ⚭ 1893 William Brownlow, 3. baron Lurgan (11. 2. 1858 – 9. 2. 1937)
- 5. Lewin Edward Cadogan (9. 10. 1872 – 12. 8. 1917), svobodný a bezdětný
- 6. Sophie Beatrix Mary Cadogan (6. 4. 1874 Londýn – 8. 11. 1937)
  - 1896 ⚭ Samuel Scott (25. 10. 1873 – 21. 2. 1943)
- 7. William Cadogan (31. 1. 1879 Londýn – 12. 11. 1914), padl v hodnosti majora za první světové války během První bitvy u Yper, svobodný a bezdětný
- 8. Edward Cadogan (15. 11. 1880 – 13. 9. 1962), advokát, člen Dolní sněmovny, v letech 1911–1921 tajemník dlouholetého předsedy Dolní sněmovny Jamese Lowthera, svobodný a bezdětný
- 9. Alexander Cadogan (25. 11. 1885 Londýn – 9. 7. 1968 tamtéž), diplomat, velvyslanec v Číně, za druhé světové války byl blízkým spolupracovníkem Winstona Churchilla, první britský velvyslanec OSN 1946–1950 a generální ředitel BBC 1952–1957
  - ⚭ 1912 Theodosia Acheson (1882 – 16. 10. 1977)

Po smrtí první manželky se podruhé oženil v roce 1911 v Itálii se svou sestřenicí Adele Neri (1881–1961).